# Meriç Yurdatapan

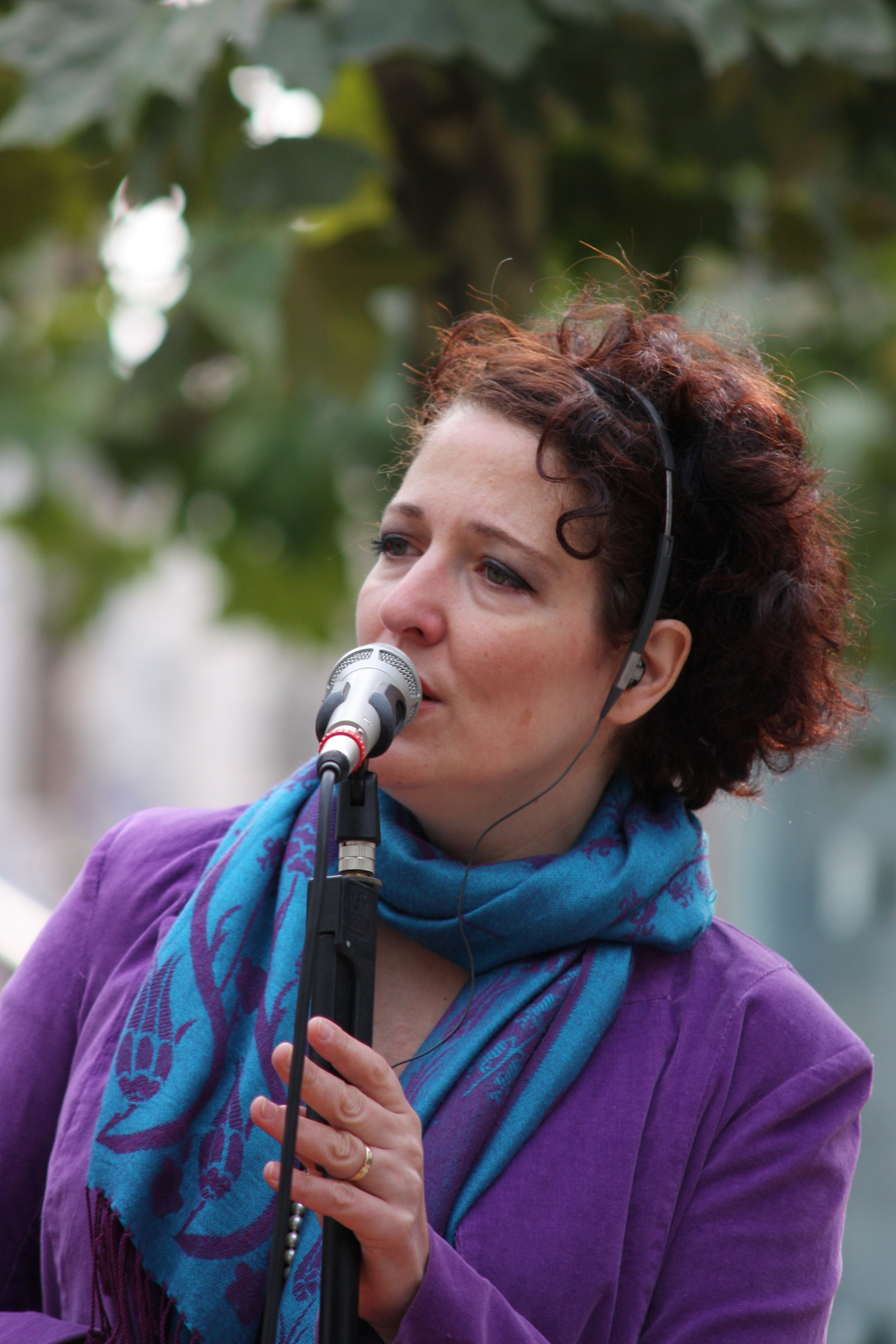
Meriç Yurdatapan (2013)

Meriç Yurdatapan (* 1972 in Istanbul) ist eine in Deutschland lebende Jazzsängerin, die in deutscher, englischer und türkischer Sprache singt.
Yurdatapan kam im Alter von 18 Jahren für ein Architekturstudium nach Deutschland, entschied sich aber nach dem erreichten Vordiplom für eine klassische Gesangsausbildung am Badischen Konservatorium und das Gesangsstudium an der Johannes-Gutenberg-Universität in Mainz, das sie mit Diplom abschloss. Zuvor hatte sie den 1. Preis bei der Veranstaltung Jugend jazzt des Hessener Landesmusikrats gewonnen.
Ihre Musik ist von verschiedenen orientalischen und europäischen Stilen beeinflusst. Der Fachzeitschrift Jazz Podium folgend hat die Künstlerin in einer „vitalen Begegnung der Kulturen eine außergewöhnliche, reizvolle und absolut eigenständige Musik entwickelt.“ (Klaus Mümpfer) Neben Auftritten in diversen Duos und Gruppen sah man Yurdatapan auch bereits im Musical und in der Fernsehserie Ein Fall für Zwei singen.
2007 erschien mit Oriental Jazz Live in Mainz ihr erstes regulär im Handel erhältliches Album. Frühere CDs hatte die Künstlerin selbst vertrieben.